# António Galantinho
António Luís Margaça Galantinho (ur. 14 maja 1946 w Runa) – portugalski zapaśnik walczący w stylu klasycznym. Olimpijczyk z Meksyku 1968, gdzie zajął szesnaste miejsce w kategorii do 70 kg.

## Letnie Igrzyska Olimpijskie 1968
| Konkurencja          | Rundy eliminacyjne  | Rundy eliminacyjne  | Rundy eliminacyjne          | Klas. końcowa |
| Konkurencja          | Przeciwnik I        | Przeciwnik II       | Przeciwnik III              | Miejsce       |
| -------------------- | ------------------- | ------------------- | --------------------------- | ------------- |
| 70 kg styl klasyczny | Gord Garvie (CAN) Z | Seo Hun-gyo (KOR) P | Petros Galaktopulos (GRE) P | 16.           |